# Coleophora hypomona
Coleophora hypomona é uma espécie de mariposa do gênero Coleophora pertencente à família Coleophoridae.